# لابولبينة بحرية
لابولبينة بحرية (الاسم العلمي:Laboulbenia marina) هي نوع من الفطريات تتبع جنس اللابولبينة من الفصيلة اللابولبينية.